# Bidhan Nagar
Bidhan Nagar è una suddivisione dell'India, classificata come municipality, di 167.848 abitanti, situata nel distretto dei 24 Pargana Nord, nello stato federato del Bengala Occidentale. In base al numero di abitanti la città rientra nella classe I (da 100.000 persone in su).

## Geografia fisica
La città è situata a 22° 34' 39 N e 88° 25' 24 E.

## Società

### Evoluzione demografica
Al censimento del 2001 la popolazione di Bidhan Nagar assommava a 167.848 persone, delle quali 85.215 maschi e 82.633 femmine. I bambini di età inferiore o uguale ai sei anni assommavano a 14.821, dei quali 7.400 maschi e 7.421 femmine. Infine, coloro che erano in grado di saper almeno leggere e scrivere erano 130.105, dei quali 68.906 maschi e 61.199 femmine.